# Provinz Posen (album)
Provinz Posen – debiutancki album polskiego zespołu Provinz Posen, wydany 25 października 2019 przez Wytwórnię Krajową. Płyta uzyskała nominację do Fryderyka 2020 w kategorii «Album Roku Muzyka Świata».

## Lista utworów
1. Co nowego wydarzyło się w Poznaniu?
2. Walcerek
3. Chodzony
4. Oberek
5. Moje życie
6. Dzień 27 grudnia
7. Strzały w mieście
8. Okrągły
9. Polka
10. Tu
11. Orientacja na Zachód